# Бланка Левін
Бланка Левін (ісп. Blanca Lewin, 7 серпня 1974, Сантьяго, Чилі) — чилійська акторка театру і кіно. Закінчила Католицький університет Чилі.

## Вибіркова фільмографія
- 2005 — У ліжку
- 2010 — Життя риб[en](2010)